# Islandia en el Festival de la Canción de Eurovisión 1988
Islandia participó en el Festival de la Canción de Eurovisión 1988 en Dublín, Irlanda, con la canción "Þú og þeir (Sókrates)", interpretada por Beathoven, compuesta y escrita por Sverrir Stormsker. Los representantes islandeses fueron escogidos por medio del Söngvakeppni Sjónvarpsins 1988, organizado por la RÚV. Islandia obtuvo el 16.º puesto el 30 de abril de 1988.

## Antes de Eurovisión
Islandia seleccionó a sus representantes mediante su final nacional, el Söngvakeppnin, conocido ese año como Söngvakeppni Sjónvarpsstöðva.

### Söngvakeppni Sjónvarpsstöðva 1988
El Söngvakeppni Sjónvarpsstöðva 1988 fue el formato de final nacional desarrollado por la RÚV para seleccionar la representación de Islandia en el Festival de la Canción de Eurovisión 1988. El presentador fue Hermann Gunnarsson.

#### Formato
Diez canciones compitieron en el Söngvakeppni Sjónvarpsstöðva 1988. La canción ganadora fue elegida tras la realización de una única gala, el lunes 21 de marzo de 1988; siendo esta determinada por ocho jurados regionales.

#### Participantes
| Artista                                                       | Canción (Traducción)                             | Compositores Música (m) y Letra (l)                                                         |
| ------------------------------------------------------------- | ------------------------------------------------ | ------------------------------------------------------------------------------------------- |
| Bjarni Arason                                                 | Aftur og aftur (Una y otra vez)                  | - Jakob Magnússon (m/l)                                                                     |
| Björgvin Halldórsson & Edda Borg Ólafsdóttir                  | Í tangó (En el tango)                            | - Gunnar Þórðarson (m) - Þorsteinn Eggertsson (l)                                           |
| Eyjólfur Kristjánsson & Ingi Gunnar Jóhannsson                | Ástarævintýri (Historia de amor)                 | - Eyjólfur Kristjánsson (m) - Ingi Gunnar Jóhannsson (m) - Aðalsteinn Ásberg Sigurðsson (l) |
| Eyjólfur Kristjánsson & Sigrún Waage                          | Mánaskin (Luz de luna)                           | - Guðmundur Árnason (m) - Aðalsteinn Ásberg Sigurðsson (l)                                  |
| Grétar Örvarsson & Gígja Sigurðardóttir                       | Í fyrrasumar (El verano pasado)                  | - Grétar Örvarsson (m) - Ingólfur Steinsson (l)                                             |
| Guðrún Gunnarsdóttir                                          | Dag eftir dag (Día tras día)                     | - Valgeir Skagfjörð (m/l)                                                                   |
| Magnús Kjartansson & Margrét Gauja Magnúsdóttir               | Sólarsamba (Samba del sol)                       | - Magnús Kjartansson (m) - Halldór Gunnarsson (l)                                           |
| Pálmi Gunnarsson                                              | Eitt vor (Una primavera)                         | - Kristinn Svavarsson (m) - Halldór Gunnarsson (l)                                          |
| Stefán Hilmarsson                                             | Þú og þeir (Tú y ellos)                          | - Sverrir Stormsker (m/l)                                                                   |
| Stefán Hilmarsson, Hildur Ragnarsdóttir & Hulda Ragnarsdóttir | Látum sönginn hljóma (Deja que suene la canción) | - Geirmundur Valtýsson (m) - Hjálmar Jónsson (l)                                            |

### Final
La selección fue ganada por Beathoven. A este grupo se le permitió representar a Islandia en el Festival de Eurovisión de ese año, con la canción Þú og þeir.
| Final (21 de marzo de 1988) | Final (21 de marzo de 1988)                     | Final (21 de marzo de 1988) | Final (21 de marzo de 1988) | Final (21 de marzo de 1988) |
| #                           | Artista                                         | Canción                     | Puntos                      | Puesto                      |
| --------------------------- | ----------------------------------------------- | --------------------------- | --------------------------- | --------------------------- |
| 1                           | Pálmi Gunnarsson                                | Eitt vor                    | 12                          | 10                          |
| 2                           | Grétar Örvarsson & Gígja Sigurðardóttir         | Í fyrrasumar                | 34                          | 7                           |
| 3                           | Eyjólfur Kristjánsson & Ingi Gunnar Jóhannsson  | Ástarævintýri               | 63                          | 2                           |
| 4                           | Magnús Kjartansson & Margrét Gauja Magnúsdóttir | Sólarsamba                  | 37                          | 6                           |
| 5                           | Bjarni Arason                                   | Aftur og aftur              | 17                          | 9                           |
| 6                           | Eyjólfur Kristjánsson & Sigrún Waage            | Mánaskin                    | 61                          | 3                           |
| 7                           | Stefán Hilmarsson                               | Látum sönginn hljóma        | 57                          | 4                           |
| 8                           | Sverrir Stormsker & Stefán Hilmarsson           | Þú og þeir                  | 96                          | 1                           |
| 9                           | Björgvin Halldórsson & Edda Borg Ólafsdóttir    | Í tangó                     | 55                          | 5                           |
| 10                          | Guðrún Gunnarsdóttir                            | Dag eftir dag               | 32                          | 8                           |

| Votos detallados de Jurados Regionales | Votos detallados de Jurados Regionales | Votos detallados de Jurados Regionales | Votos detallados de Jurados Regionales | Votos detallados de Jurados Regionales | Votos detallados de Jurados Regionales | Votos detallados de Jurados Regionales | Votos detallados de Jurados Regionales | Votos detallados de Jurados Regionales | Votos detallados de Jurados Regionales |
| Canción                                | Borgarnes                              | Ísafjörður                             | Sauðárkrókur                           | Akureyri                               | Egilsstaðir                            | Hvolsvöllur                            | Hafnarfjörður                          | Reykjavík                              | Puntos                                 |
| -------------------------------------- | -------------------------------------- | -------------------------------------- | -------------------------------------- | -------------------------------------- | -------------------------------------- | -------------------------------------- | -------------------------------------- | -------------------------------------- | -------------------------------------- |
| Eitt vor                               | 2                                      | 1                                      | 1                                      | 2                                      | 1                                      | 1                                      | 2                                      | 2                                      | 12                                     |
| Í fyrrasumar                           | 1                                      | 10                                     | 3                                      | 3                                      | 5                                      | 3                                      | 3                                      | 6                                      | 34                                     |
| Ástarævintýri                          | 10                                     | 7                                      | 7                                      | 7                                      | 10                                     | 10                                     | 4                                      | 8                                      | 63                                     |
| Sólarsamba                             | 5                                      | 5                                      | 5                                      | 4                                      | 3                                      | 6                                      | 5                                      | 4                                      | 37                                     |
| Aftur og aftur                         | 3                                      | 3                                      | 2                                      | 1                                      | 2                                      | 4                                      | 1                                      | 1                                      | 17                                     |
| Mánaskin                               | 6                                      | 8                                      | 8                                      | 10                                     | 8                                      | 7                                      | 7                                      | 7                                      | 61                                     |
| Látum sönginn hljóma                   | 7                                      | 6                                      | 10                                     | 8                                      | 7                                      | 8                                      | 6                                      | 5                                      | 57                                     |
| Þú og þeir                             | 12                                     | 12                                     | 12                                     | 12                                     | 12                                     | 12                                     | 12                                     | 12                                     | 96                                     |
| Í tangó                                | 8                                      | 4                                      | 6                                      | 6                                      | 6                                      | 5                                      | 10                                     | 10                                     | 55                                     |
| Dag eftir dag                          | 4                                      | 2                                      | 4                                      | 5                                      | 4                                      | 2                                      | 8                                      | 3                                      | 32                                     |

## En Eurovisión
Islandia tuvo que actuar primero, antes de Suecia, en el Festival de Eurovisión. Al final de la puntuación resultó que Beathoven había terminado en el lugar 16 con 20 puntos.

### Puntos otorgados a Islandia
| Final     | Final                      | Final      | Final     | Final             |
| 12 puntos | 10 puntos                  | 8 puntos   | 7 puntos  | 6 puntos          |
| --------- | -------------------------- | ---------- | --------- | ----------------- |
|           |                            | - Portugal |           |                   |
| 5 puntos  | 4 puntos                   | 3 puntos   | 2 puntos  | 1 punto           |
|           | - Dinamarca - Países Bajos |            | - Francia | - Italia - Suecia |

### Puntos otorgados por Islandia
| Final     | Final       |
| --------- | ----------- |
| 12 puntos | Yugoslavia  |
| 10 puntos | Dinamarca   |
| 8 puntos  | Alemania    |
| 7 puntos  | Suiza       |
| 6 puntos  | Israel      |
| 5 puntos  | Noruega     |
| 4 puntos  | Luxemburgo  |
| 3 puntos  | Suecia      |
| 2 puntos  | España      |
| 1 punto   | Reino Unido |